# Yowah
Yowah je australské město ve vnitrozemské odlehlé oblasti na jihozápadě svazového státu Queensland. Nachází se na území samosprávné jednotky Paroo Shire, 938 kilometrů západně od lokální metropole Brisbane a 132 kilometrů na západ od Cunnamully. Podle sčítání lidu z roku 2006 dosahovala populace 142 osob.
Město je známé těžbou opálu a řadou nalezišť v jeho okolí. Charakteristická forma opálu z této lokality získala označení „Yowah Nut“ (Yowahský ořech). Osadníkům byla oblast poprvé pronajata v roce 1883.
Pravidelnou součástí kulturního programu města je Yowahský opálový festival, oslavující místní naleziště. Venkovské obchodní centrum zahrnuje turistickou informační kancelář, veřejnou knihovnu či kavárnu..
Sídlí zde také jedna z nejmenších základních škol v Queenslandu.